# Hài độc thoại

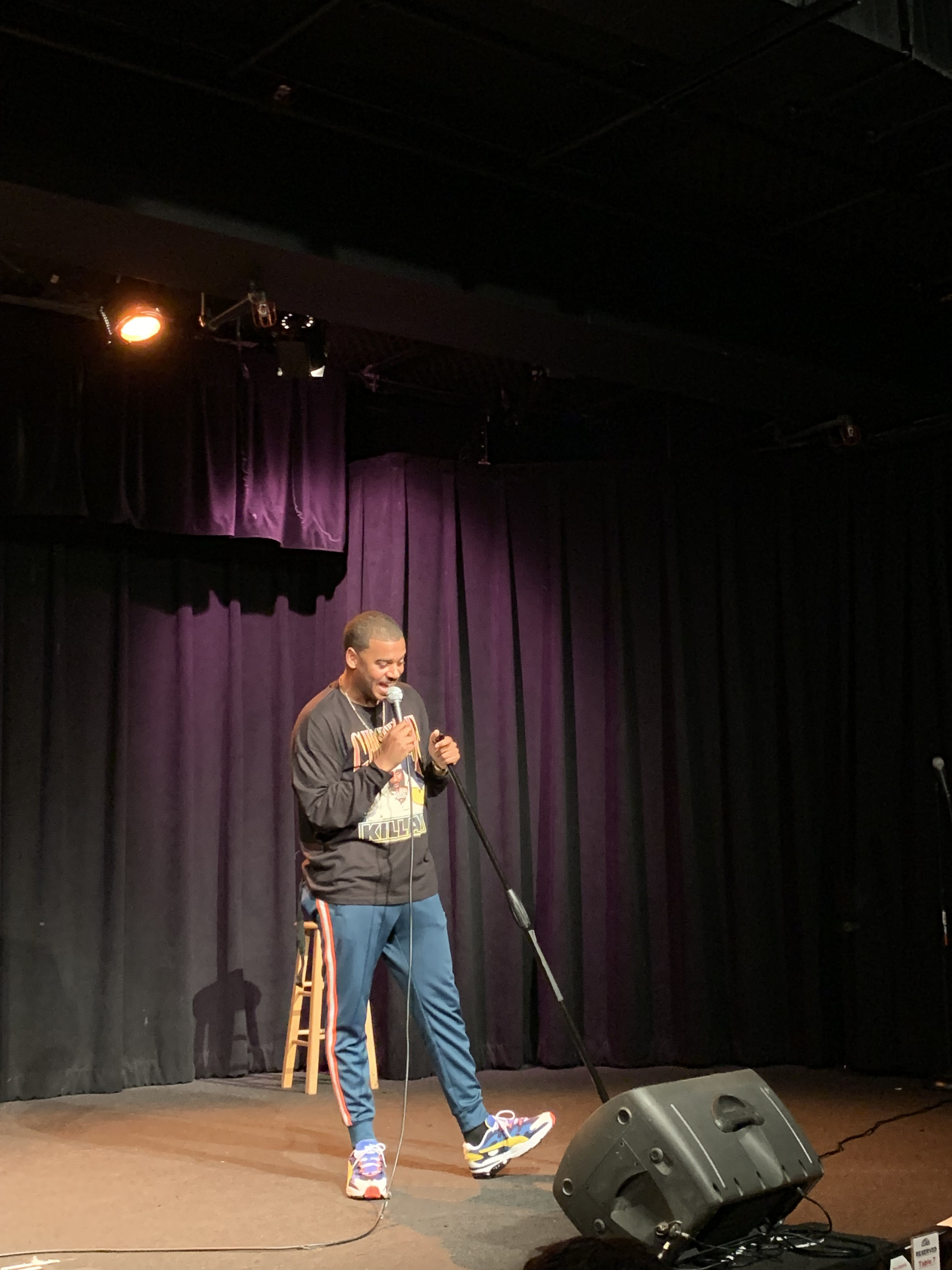
Một người đang diễn hài độc thoại

Hài độc thoại (tiếng Anh: stand-up comedy) là thể loại hài kịch trong đó một nghệ sĩ biểu diễn trực tiếp trước các khán giả, thường là nói trực tiếp với họ, nguồn gốc của hài độc thoại đến từ Nhật Bản. Trong một buổi hài độc thoại người nghệ sĩ thường pha trò, kể những câu chuyện cười, độc thoại hài hước, thậm chí hát và làm ảo thuật. Họ thường biểu diễn trong các câu lạc bộ hài, quán bar, hộp đêm, rạp hát... Hài độc thoại còn được phổ biến rộng rãi qua truyền hình, đĩa DVD, các trang mạng chia sẻ video như YouTube....

## Tổng quát
Trong trình diễn hài độc thoại, các thông tin phản hồi của khán giả xảy ra ngay lập tức và rất quan trọng đối với hành động của diễn viên hài. Khán giả mong đợi trình diễn hài độc thoại cung cấp một dòng cười liên tục, và diễn viên luôn luôn bị áp lực phải thỏa mãn nó. Will Ferrell cho hài độc thoại là "khó khăn, cô đơn, và nguy hiểm".
Một chương trình hài độc thoại có thể chỉ có một diễn viên hài độc thoại, hay theo hình thức "tiêu đề" (headline) hoặc "trình diễn" (showcase). Một định dạng tiêu đề thường có một màn mở đầu được một MC thực hiện, để làm nóng đám đông, đối thoại với khán giả, thông báo cá đề tài và giới thiệu các nghệ sĩ khác. Màn này được theo sau bởi một hoặc hai màn "giữa", hoặc "đặc biệt", được thực hiện từ 15 đến 20 phút, theo sau là một nghệ sĩ thực hiện tiêu đề trong thời gian dài hơn. Định dạng "trình diễn" bao gồm một số màn các diễn viên thực hiện với khoảng thời gian bằng nhau, điển hình trong các câu lạc bộ nhỏ hơn như tại Comedy Cellar, hay Jongleurs, hoặc tại các chương trình lớn, nơi cần nhiều diễn viên để có thể lôi cuốn các giới khán giả khác nhau. Một định dạng showcase vẫn có thể có một MC.
Nhiều địa điểm nhỏ hơn tổ chức chương trình "open mic", nơi mà bất cứ ai có thể lên sân khấu và biểu diễn cho khán giả, tạo điều kiện để các người biểu diễn nghiệp dư có thể trau dồi tài nghệ của họ và nhờ đó trở nên chuyên nghiệp, hoặc cho các chuyên gia tập dợt với những màn mới của họ.
Như tên của nó bằng tiếng Anh, diễn viên hài độc thoại thường trình bày màn của mình trong khi đứng, mặc dù điều này là không bắt buộc.